# Laurent Gilliéron
Laurent Gilliéron est un photojournaliste et photographe suisse, né le 12 février 1976. 
Il est désigné photographe suisse de l’année par le Swiss Press Photo Award en 2005 et en 2013. Il est également élu photographe de l’année 2024 par le magazine Schweizer Journalist:in (de).

## Biographie
Laurent Gilliéron naît en 1976 en Suisse. Son père est un photographe autodidacte professionnel.
Après cette première formation, il effectue un second CFC chez le photographe Yves Ryncki à Lausanne et obtient son diplôme de photographe en 1996. Il devient assistant à l’école de photographie de Vevey pendant une année.
Il effectue un stage de reporter photographe dans l’agence Actualités Suisse Lausanne (ASL) puis rejoint l'agence Keystone-ATS à Genève pendant six ans puis au bureau de Lausanne. En 2009, il devient chef photographe adjoint. En juillet 2020, il est également chef adjoint de la rédaction visuelle Keystone-ATS. 
Laurent Gilliéron est désigné photographe suisse de l’année par le Swiss Press Photo Award en 2005 puis en 2013.

## Prix et distinctions
Laurent Gilliéron est lauréat d’un Swiss Press Photo Award dans différentes catégories en 2001, 2003, 2005, 2006 et 2008, 2019,.
- 2005 : photographe suisse de l’année par le Swiss Press Photo Award [5],[8] pour sa série sur la panne générale des CFF[9].
- 2013 : photographe suisse de l’année par le Swiss Press Photo Award pour sa série sur l'accident du tunnel de Sierre[5],[8].
- 2024 :  photographe suisse de l’année par le magazine Schweizer Journalist:in (de).

## Publication
- Laurent Gilliéron et Olivier Noverraz, Le fabuleux défi suisse, Genève, Slatkine, 2003, 157 p. (ISBN 2832101305)[10]